# Пышкино-Троицкий район
Пы́шкино-Тро́ицкий райо́н — административно-территориальная единица в составе Новосибирской и Томской областей РСФСР, существовавшая в 1939—1963 годах.
В 1924 году в Томском уезде Томской губернии был образован Зачулымский район с центром в селе Пышкино-Троицкое. В 1925 году район был отнесён к Томскому округу Сибирского края. В 1930 году этот район был упразднён.
Пышкино-Троицкий район был образован в составе Новосибирской области 22 июня 1939 года путём выделения из Асиновского района. Центром района было назначено село Пышкино-Троицкое.
13 августа 1944 года Пышкино-Троицкий район отошёл к новообразованной Томской области.
В 1945 году в район входили 16 сельсоветов: Альмяковский, Апсагачевский, Балагачевский, Вознесенский, Ежинский, Зимовский, Калиновский, Килинский, Куяновский, Ломовицкий, Ново-Мариинский, Пролетарский, Пышкино-Троицкий, Рождественский, Сергеевский, Тарбеевский.
8 февраля 1963 года Пышкино-Троицкий район был упразднён, а его территория передана в Асиновский район (в 1965 году территория бывшего Пышкино-Троицкого района в основном отошла Первомайскому району).